# MOPITT

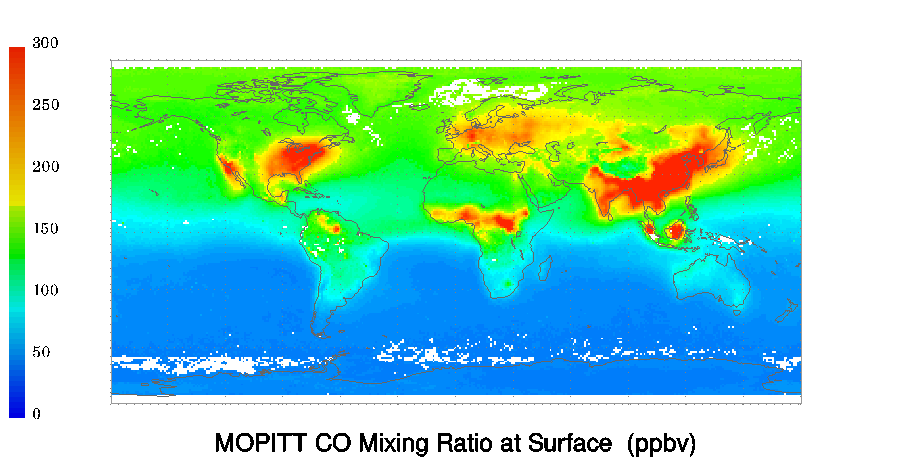
Kohlenstoffmonoxidvorkommen im März 2010

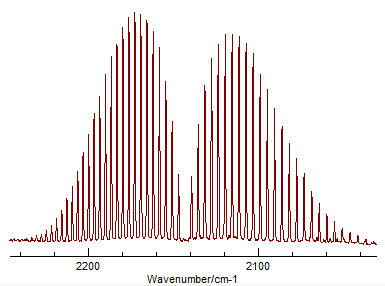
IR-Absorption von CO

MOPITT (Measurements of Pollution in the Troposphere) ist ein wissenschaftliches Instrument, welches an Bord des Terra-Satelliten der NASA im Jahre 1999 gestartet wurde. Das Instrument misst das Vorkommen von  Kohlenstoffmonoxid in verschiedenen Höhen der unteren Atmosphäre mithilfe der Gas-Korrelations-Spektroskopie. Das Instrument wurde von der kanadischen Raumfahrtagentur (CSA) finanziert.

## Technik
Das MOPITT-System ist ein vertikal zur Erde ausgerichtetes Instrument, welches Infrarotstrahlung bei 4,7 μm und 2,3 μm Wellenlänge misst. Es nutzt die Korrelations-Spektroskopie, um die Kohlenstoffmonoxidvorkommen in der unteren Atmosphäre zu errechnen.

## Veröffentlichungen
- Drummond J.R., Mand G.S.: The measurements of pollution in the troposphere (MOPITT) instrument: Overall performance and calibration requirements. Journal of Atmospheric and Oceanic Technology, 1996.
- Bowman K.P.: Transport of carbon monoxide from the tropics to the extratropics. Journal of Geophysical Research-Atmosphere, 2006.